# Doug Kistler
Douglas C. "Doug" Kistler (Radnor, Pensilvania, 21 de marzo de 1938-Charlotte, Carolina del Norte, 29 de febrero de 1980) fue un jugador de baloncesto estadounidense que disputó una temporada en la NBA. Con 2,05 metros de estatura, jugaba en la posición de alero.

## Trayectoria deportiva

### Universidad
Jugó durante tres temporadas con los Blue Devils de la Universidad de Duke, en las que promedió 11,5 puntos y 9,3 rebotes por partido. En 1960 fue elegido mejor jugador del Torneo de la Atlantic Coast Conference.

### Profesional
Fue elegido en la vigésimo sexta posición del Draft de la NBA de 1961 por Detroit Pistons, pero fue finalmente descartado, fichando meses después por los New York Knicks, donde únicamente llegó a disputar 5 partidos, en los que promedió 1,8 puntos.

## Estadísticas de su carrera en la NBA

### Temporada regular
| Temporada | Edad | Equipo          | Liga | P | TIT | MIN | TC  | TCA | %TC  | TL  | TLA | %TL  | REB | ASIS | FP  | PTS |
| 1961-62   | 23   | New York Knicks | NBA  | 5 |     | 2.6 | 0.6 | 1.2 | .500 | 0.4 | 0.8 | .500 | 0.2 | 0.0  | 0.4 | 1.6 |
| Total     |      |                 | NBA  | 5 |     | 2.6 | 0.6 | 1.2 | .500 | 0.4 | 0.8 | .500 | 0.2 | 0.0  | 0.4 | 1.6 |